# Margherita Petranzan
Margherita Petranzan (Monselice, 9 luglio 1947) è un architetto e teorica dell'architettura italiana.

## Biografia
Si laurea nel 1972 presso l’Università IUAV di Venezia e nel 1974 apre il proprio studio di Progettazione architettonica specializzato in edilizia residenziale pubblica, privata e restauri a Monselice, in provincia di Padova.
Nel 1988 fonda e tuttora dirige, con la collaborazione di M. Cacciari, E. Benvenuto, G. Mazzariol, A. Natalini, V. Pastor, L. Puppi, la rivista di Architettura e Arti "Anfione e Zeto" (AZ).
Dal 1992 è direttore responsabile della rivista di filosofia "Paradosso", il cui comitato direttivo è formato da M. Cacciari, U. Curi, S. Givone, G. Marramao, C. Sini e V. Vitiello.
Dal 2004 al 2016 ha insegnato, in qualità di docente a contratto,"Elementi di critica dell'architettura. Le derive dell’architettura contemporanea" presso il Politecnico di Milano, Facoltà di Architettura Civile, corso di laurea in Scienze dell’Architettura e Architettura delle Costruzioni.
Nel 2006, è curatrice, con Franco Purini, del Padiglione Italiano alla 10ª Mostra internazionale di architettura della Biennale di Architettura di Venezia. 
Da ottobre 2009 è socio dell’associazione bipartisan per la qualità delle politiche pubbliche Italiadecide; nel 2012 viene nominata nel Comitato di Presidenza dello stesso. 
Dal 2011 è socio dell’Associazione “La specola delle idee”, Padova. 
Dal 2011 è componente del comitato scientifico della rivista francese pluridisciplinare "Oscillations". 
Dal 2012 è membro CDA della Fondazione Onlus “5 dita”. 
Dal 2014 è direttore responsabile di "Medioevo. Rivista di storia della filosofia medievale". 
Dal 2017 è componente del comitato scientifico, con A. Ferlenga e T. Scarpa, della collana di architettura "Obliqua Imagines", diretta da Silvia Cattiodoro. 
Dal 2017 è socia della Fondazione “Marisa Bellisario”. 
Nel 2018 è inserita dalla Triennale di Milano in un gruppo di esperti internazionali per segnalare un elenco di papabili vincitori della VI medaglia d’oro dell’Architettura italiana. Allo stesso premio una sua opera viene segnalata tra i possibili vincitori.

## Opere progettuali
Per l'elenco completo delle opere di progettazione si rimanda al sito internet.

## Riconoscimenti
Nel 2002 è selezionata, con una sua opera, per la mostra internazionale tenutasi a Tokyo "Dal futurismo al futuro possibile", ospitata successivamente a Kobe, Bruxelles e Roma ed inserita nel catalogo curato da Franco Purini e Livio Secchi.
Ha ricevuto, il 6 agosto 2011 in Sicilia, il premio alla carriera “Maria Messina”.
È Socio onorario dell’Associazione Nazionale “Amici dei Musei”.
Nel 2013 le è stato consegnato l'attestato di Benemerenza dalla Città di Monselice.

## Pubblicazioni su e di Margherita Petranzan
GIZMO (a cura di), Margherita Petranzan. Costruzioni, Il Poligrafo, 2013, Padova
Franco Purini, Livio Secchi, Dal futurismo al futuro possibile. Nell’architettura italiana contemporanea, Skira Editore, 2002, Milano.
Nel 2007 sono state pubblicate alcune sue opere di architettura nel II volume di IPR della Columbia University.
Nel 2013 alcune sue opere sono state inserite nella Storia dell’architettura italiana 1985-2015, edito da Einaudi.
Monografie
E' autrice delle monografie di Gae Aulenti, con cui ha collaborato, assieme a Antonio Foscari, al progetto per la ristrutturazione del Teatro La Fenice.
- M. Petranzan, Gae Aulenti, Rizzoli, Milano, 1996.
- M. Petranzan, Gae Aulenti, Rizzoli International, New York, 1997.
- M. Petranzan, Gae Aulenti, Skira Rizzoli, Ginevra, Milano, 2002.

Estratti di alcuni contributi
- 2010. contributo per l'Enciclopedia Treccani"Architettura e condizione femminile", in "XXI secolo Gli spazi e le arti",  opera collettiva.
- 2008. "Riqualifichiamo i centri urbani. A colloquio con Margherita Petranzan", in "Il centro storico"  anno X n.9
- 2008. "Abitare la barbarie. Intervista con Margherita Petranzan", in "Technology Review"  anno XX 6/2008
- 2007. Contributo per la rivista  "Italian Poetry Review", pubblicata da "The Italian Academy" presso Columbia University
- 2007. Ha tenuto un intervento radiofonico sulla sicurezza nelle città per la Commissione Affari costituzionali della Presidenza del Consiglio e Interni della Camera.
- 2006. Contributo per il catalogo della Biennale di Venezia 10. Mostra Internazionale di Architettura "La città nuova. Italia-y-26. Invito a VEMA" Editrice Compositori, 2006.
- 2005. Margherita Petranzan, Gianfranco Neri, "Franco Purini - La città uguale", Il Poligrafo, Padova
- 1996. Margherita Petranzan (a cura di) "Aldo Rossi Villa sul Lago Maggiore",  il Cardo, Venezia